# Templo de Atenea (Priene)
El Templo de Atenea fue un antiguo templo griego dedicado a Atenea Polias en Priene, en Asia Menor, en la actual Turquía. El templo se construyó entre los periodos clásico y helenístico, en estilo jónico, del que se consideraba un modelo.

## Historia
El templo dedicado a Atenea Polias, protectora de la ciudad, era el templo principal de Priene. Su construcción se inició a finales del período clásico, quizás hacia el 340 a .C. Se sabe con certeza que el templo estaba en construcción como muy tarde en la segunda mitad del año 330 a. C., ya que una inscripción encontrada en el templo indica que Alejandro Magno dedicó el templo a Atenea, lo que data de su visita a la ciudad en el año 334 a. C.. Sin embargo, la fecha de la propia inscripción es discutida. Al menos el extremo oriental del templo estaba hasta cierto punto terminado. El arquitecto del templo fue Piteo, que también diseñó el Mausoleo de Halicarnaso. Según Vitruvio, Piteos escribió un tratado sobre las dimensiones de su templo.
El templo se terminó de construir en el periodo helenístico, pero se desconoce la fecha exacta. Es posible que se terminara en la década de 200 a. C. o alrededor de 150 a. C. Al menos, la imagen de culto de Atenea del templo no se colocó en su lugar hasta alrededor del 158-156 a. C. En el período romano, después del 27 a. C., se volvió a dedicar no solo a Atenea, sino también al emperador Augusto, y volvió a recibir una atención renovada. En esa época, el templo pudo haber sufrido algunas modificaciones, y la zona del santuario recibió nuevos edificios. El templo siguió siendo un importante lugar de culto durante todo el periodo imperial. En el periodo bizantino se utilizó como iglesia.

## Descubrimiento
El primer registro de un descubrimiento moderno corresponde a la visita a Grecia de Jacob Spon y George Wheler en 1675-1676. El siguiente registro de este sitio data de 1764-1765, cuando Richard Chandler realizó su expedición a Asia Menor, financiada por la Sociedad de Diletantes. El templo fue inspeccionado y dibujado por segunda vez en la expedición de la Sociedad de 1811-1812, y en la tercera, de 1868-1869, Richard Pullan excavó y examinó el templo y la ciudad de forma más exhaustiva. También llevó algunos de los hallazgos al Museo Británico. Esto salvó algunas piedras del templo de ser saqueadas posteriormente por los aldeanos locales en 1870. Desde entonces, arqueólogos alemanes han realizado excavaciones, siendo las más significativos los estudios de 1895-1899 realizados por  Theodor Wiegand y Hans Schrader. Como resultado, parte del material de excavación es conservado en el Museo de Pérgamo de Berlín.

## Edificios y hallazgos

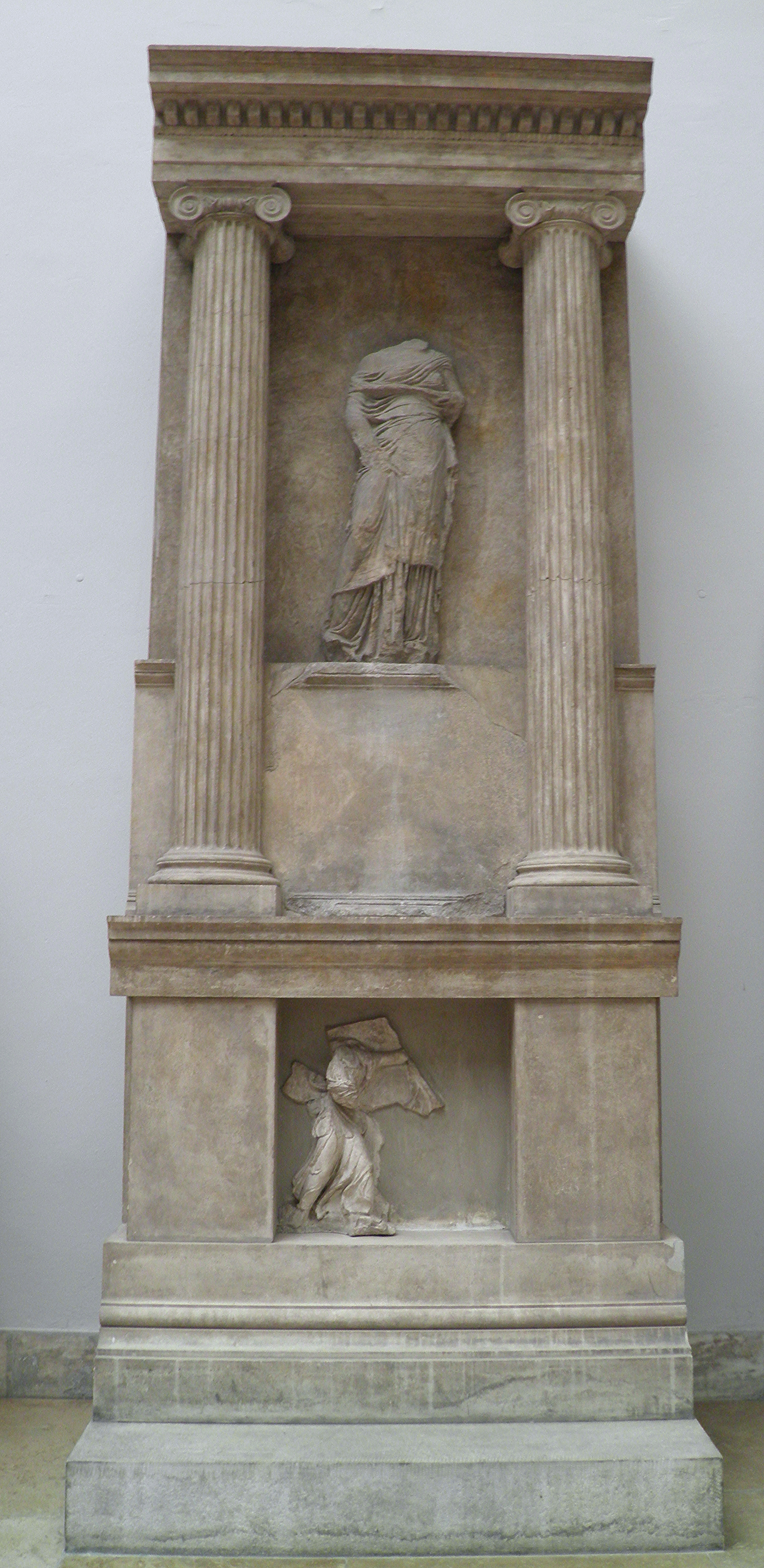
Parte del altar del templo de Atenea. Museo de Pérgamo.

El templo de Atenea formaba parte del santuario de Atenea, situado en el centro de la ciudad de Priene, al noroeste del ágora. Para ello se había nivelado una zona en la ladera sur de la acrópolis.

### Templo
El Templo de Atenea era de estilo jónico, y ha sido considerado uno de los mejores ejemplos del estilo. Su estilóbato medía aproximadamente 37,2 × 19,5 m. Era un templo períptero, y su peristasis tenía 11 columnas en los lados largos y seis columnas en los lados cortos (hexástilo). Las columnas medían unos 10,1 m de altura y tenían 24 acanaladuras. La altura del entablamento sobre las columnas era de unos 2,3 m. En el interior del templo se encontraban los típicos pronaos, naos o cella y opistodomos. El pronaos y el opistodomos tenían cada uno dos columnas (dístilo in antis) delante.
Las dimensiones del templo se expresaban en pie jónico (= 0,295 metros). La altura combinada de las columnas y el entablamento era de 50 pies, unos 14,8 metros. La longitud de la naos era de 29,5 m, por lo que el templo era un hecatompedón («templo de los cien pies»). El estilóbato, por su parte, medía 126 × 66 pies, utilizando claramente una tabla séxtuple.

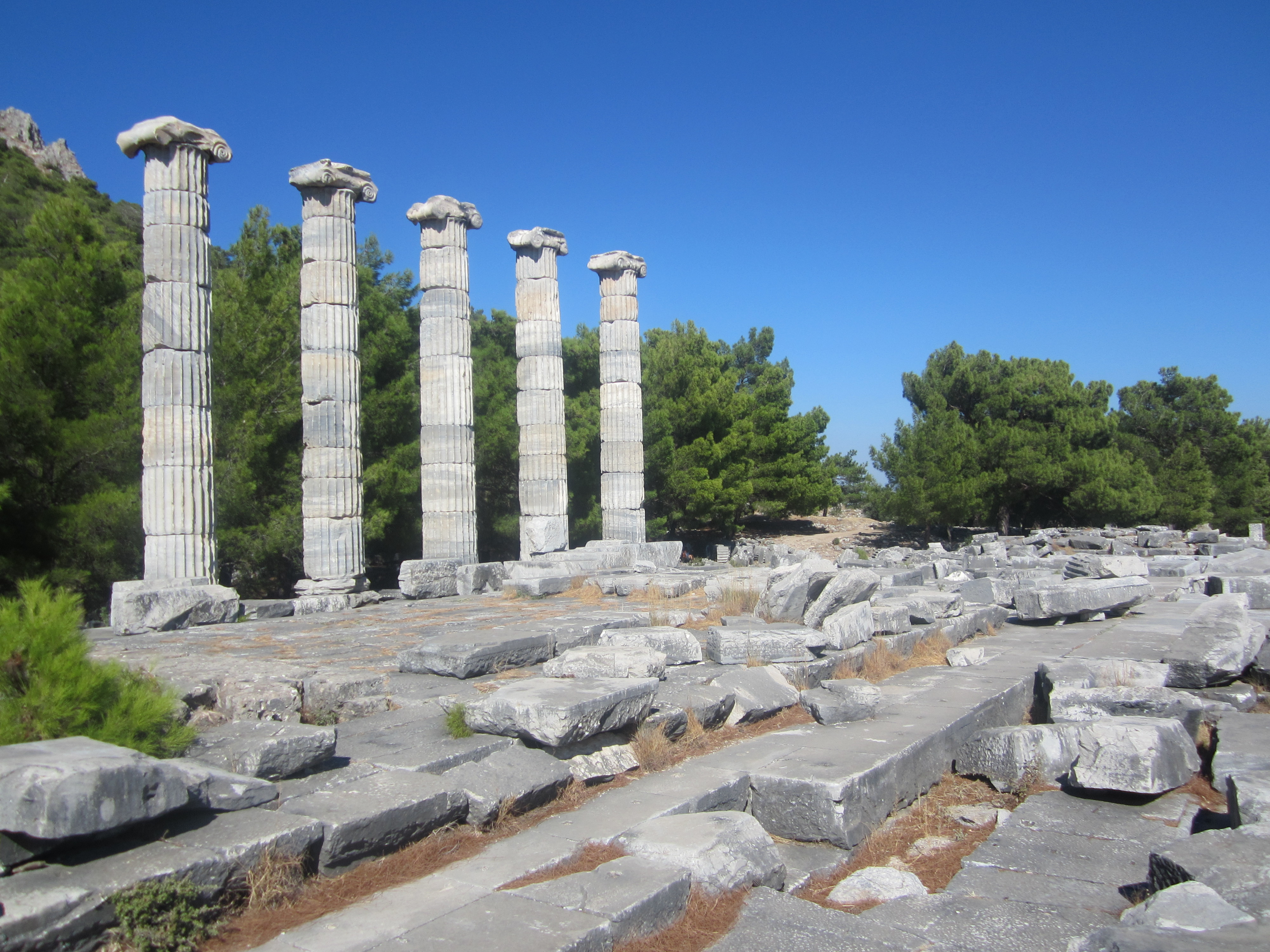
Ruinas del templo de Atenea

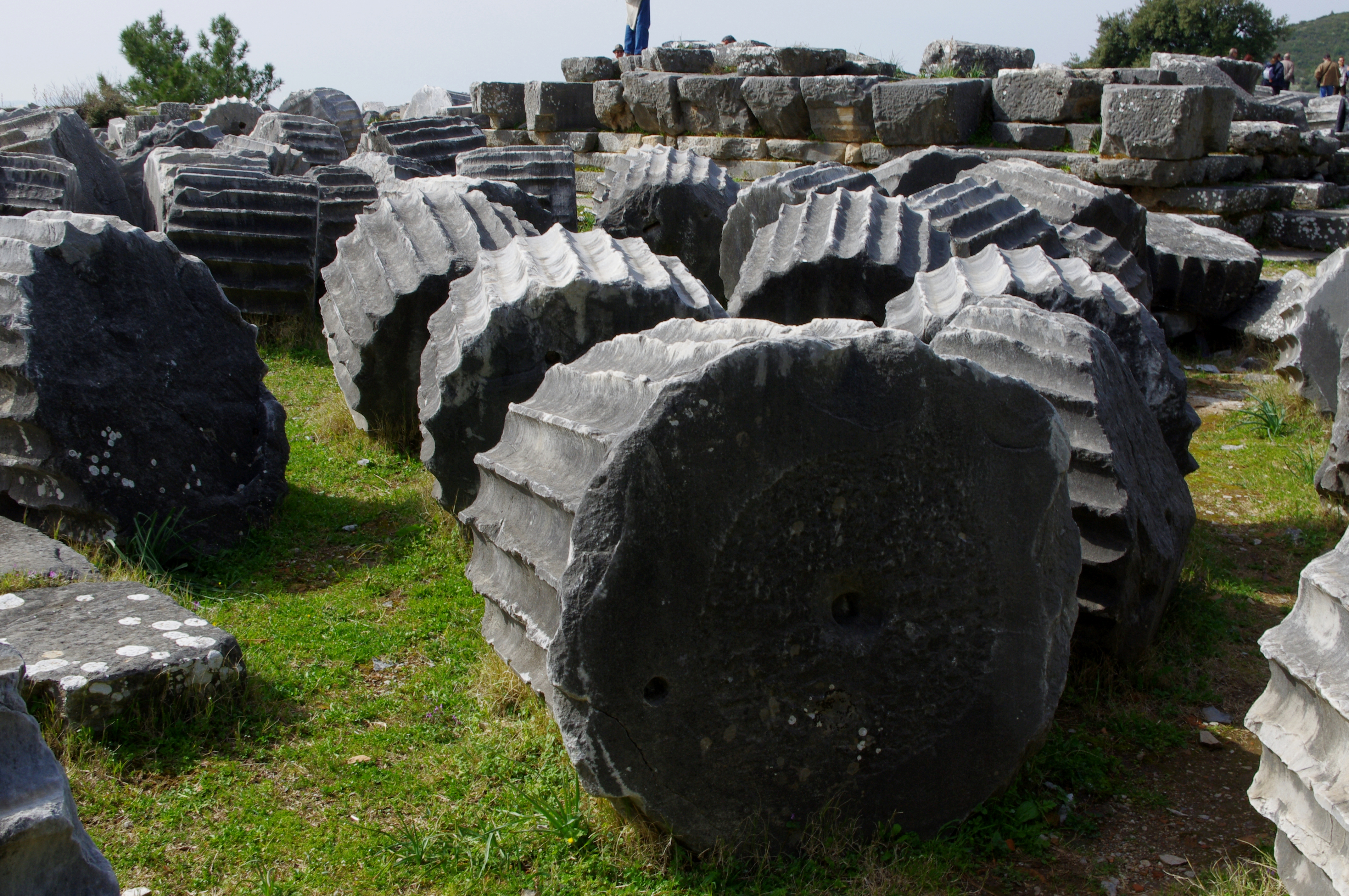
Tambores de las columnas del templo de Atenea.

Dentro de la naos había una imagen de culto de Atenea, realizada en el siglo 100 a. C. Llevaba casco, escudo y lanza, y sostenía a Nike. La altura de la escultura era de unos 6,5 m. El opistodomos de la parte posterior del templo se cerró con una puerta en el siglo I a. C., tras lo cual posiblemente se utilizó como tesorería.
Lo que queda del templo son principalmente sus cimientos. También se han reconstruido cinco de sus columnas.

### Altar
Según la costumbre, el altar estaba situado en el lado este del templo, a unos 12 metros de distancia. Su fecha es incierta, pero probablemente fue posterior a la del templo, y suele datarse en el periodo helenístico del 200 o 100 a. C. Sin embargo, algunas estimaciones sugieren que podría haber sido diseñado al menos en el año 300 a. C.
Medía unos 13,2 m de largo, 7,1 de ancho y 3,0 de alto. Estaba construido sobre una plataforma de dos niveles. Estaba decorado con relieves que representaban figuras femeninas, presumiblemente musas, y Apolo Citaredo. Los laterales del altar posiblemente tenían pilastras o semicolumnas jónicas que sostenían el entablamento. Las columnas y los relieves formaban una especie de muro en los tres lados del altar. Parte del altar se encuentra actualmente restaurado en el Museo de Pérgamo de Berlín.

### Otros edificios del santuario
Propileos
En el extremo oriental del santuario se encontraba el propileos, que servía de entrada monumental a la zona. Data de la época romana bajo el emperador Augusto, en torno al 25 a. C.-1 d. C. Sin embargo, parece haber quedado, al menos en parte, inacabado. Al igual que el templo y el altar, el propileo era de estilo jónico. Tenía cuatro columnas en las fachadas este y oeste. La anchura de la estructura era de unos 7,6 metros. Había seis escalones que conducían a él desde la calle.
Estoa
La zona del santuario estaba delimitada al sur por la estoa, de estilo dórico porticado, construido en el periodo helenístico alrededor del año 200 a. C. Era de una sola nave y se abría hacia el sur, pero se cree que su muro posterior contenía una puerta que conducía a la zona del santuario. La estoa medía unos 78,4 m de largo y 6,8 m de profundidad.

### Dedicatorias

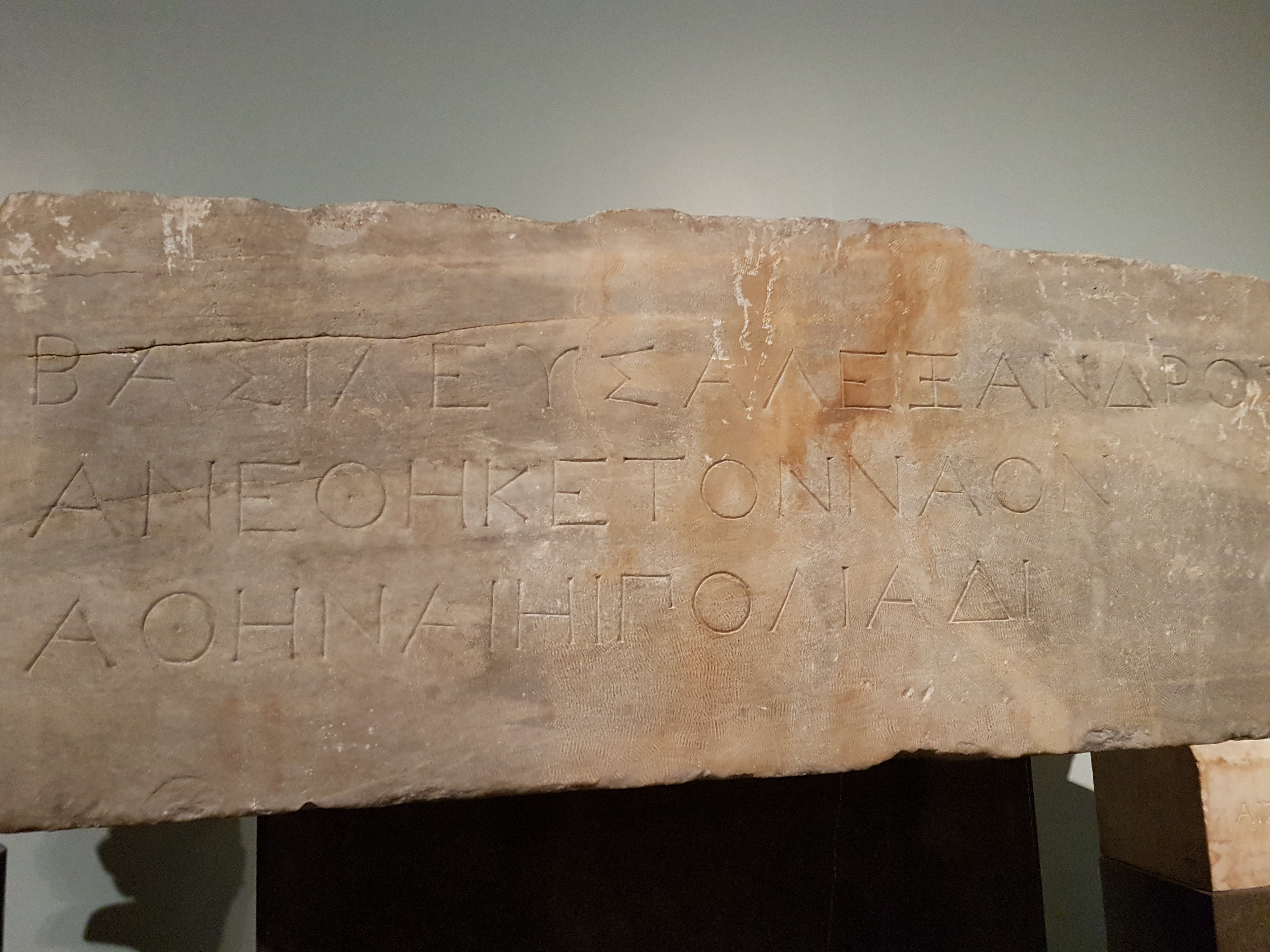
Dedicatoria del templo por Alejandro Magno, c. 334 a. C. Museo Británico.

La inscripción dedicatoria de Alejandro Magno fue grabada en la pared de la segunda anta del pronaos del templo. La piedra que la contiene se encuentra actualmente en el Museo Británico de Londres. La inscripción reza: 

ΒΑΣΙΛΕΥΣ ΑΛΕΞΑΝΔΡΟΣ ΑΝΕΘΗΚΕ ΤΟΝ ΝΑΟΝ ΑΘΗΝΑΙ ΠΟΛΙΑΔΙ
Basileus Aleksandros anethēke ton naon Athēnai Poliadi
El rey Alejandro dedicó un templo a Atenea Polias

La inscripción del croquis del arquitecto que rededica el santuario a Atenea Polias y Augusto reza así:

Ο ΔΗΜΟΣ ΑΘΗΝΑΙ ΠΟΛΙΑΔΙ ΚΑΙ [ΑΥΤΟ]ΚΡΑΤΟΡΙ ΚΑΙΣΑΡΙ ΘΕΟΥ ΥΙΩΙ ΘΕΩΙ ΣΕΒΑΣΤΟΙ ΚΑΘΙΕΡΩΣΕΝ
Ho dēmos Athēnai Poliadi kai [auto]kratori Kaisari theū hyiōi theōi Sebastoi kathierōsen
El pueblo dedicó Atenea a Polias y al divino emperador César Sebastos [alias César Augusto], hijo del dios.